# 在ホンジュラス中華民国大使館
在ホンジュラス中華民国大使館（ざいホンジュラスちゅうかみんこくたいしかん、繁体字中国語: 中華民國駐宏都拉斯大使館、スペイン語: Embajada de la República de China (Taiwán) en Honduras、英語: Embassy of the Republic of China (Taiwan) in Honduras）は、中華民国（台湾）がホンジュラスの首都テグシガルパに設置していた大使館である。

## 歴史

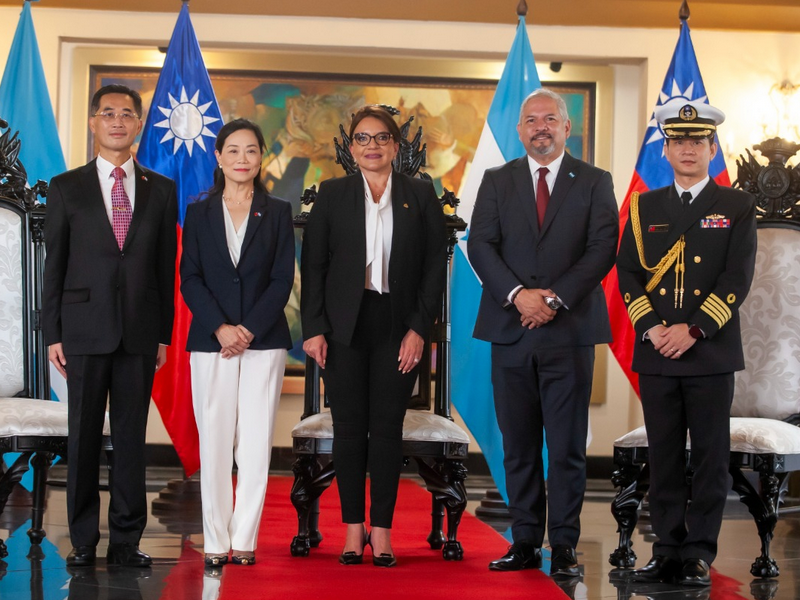
シオマラ・カストロ大統領（中央）に信任状を捧呈した直後の張俊菲大使（中央左、2022年7月）

1941年4月9日に両国間の外交関係が樹立され、まずは在パナマ公使館による兼轄という形で両国の公使交換が始まった。
1957年6月にテグシガルパ常駐の在ホンジュラス中華民国公使館が開設され、1962年には特命全権公使が常駐を開始した。
1965年5月20日、在中華民国ホンジュラス公使館と相互に昇格する形で、在ホンジュラス中華民国大使館が発足した。
2023年3月14日、シオマラ・カストロ大統領が中華人民共和国と公式な関係の樹立を取り計らうようエドゥアルド・エンリケ・レイナ外務大臣に指示したことをツイッターで発表した。これを受けて翌15日、中華民国外交部（台湾外務省）は、ホンジュラス政府に対して「中国のわなにはまってはならない」と警告した上で中華民国（台湾）との外交関係を引き続き維持するよう求めた。
2023年3月23日、ホンジュラスが中華人民共和国との国交樹立を目指してレイナ外務大臣を訪中させることに対する抗議として、中華民国外交部は張俊菲大使を召還すると発表。その2日後の3月25日、ホンジュラスが中華民国（台湾）と断交して中華人民共和国と国交を樹立したため大使館は閉鎖された。

## 住所
Colonia Palmira, Avenida República de Panamá, Torre Imperial, Piso 6, Tegucigalpa

## 大使
2022年7月28日、張俊菲（スペイン語: Vivia Chang ビビア・チャン）がシオマラ・カストロ大統領に信任状を捧呈して、特命全権大使に就任した。2023年3月23日、ホンジュラスがエドゥアルド・エンリケ・レイナ外務大臣を訪中させることへの対抗措置として、張大使を本国に召還すると発表。その2日後の3月25日に両国が断交したため、彼女が最後の大使となった。